# 趙春 (正德進士)
趙春（1478年—？年），字體仁，四川重庆府巴縣人，民籍。

## 生平
治《易經》，行二，由國子生中式戊午科（1498年）四川鄉試第三十四名舉人，年三十一歲中式正德三年（1508年）戊辰科會試第十四名，第三甲第七十二名進士。授知县，八年六月选授浙江道御史，十年巡按浙江，十二年巡按陕西甘肃，十四年巡按山东，七月以肃州失事，勘事失实，降为如皋知县。历升江西建昌府知府，嘉靖二年（1523年）二月升山东按察司副使，兵备徐州。五年十一月与直隶巡按御史刘隅互相攻讦弹劾，朝廷派给事中一人勘查，六年十月查得赵春所坐赃其有验，而告隅事多不实，诏逮捕赵春，严限追赃，从重问罪。

## 家族
曾祖趙旭。祖父趙子賢。父趙啓。母廉氏。慈侍下，兄阳、弟元。